# Kołycziwka (stacja kolejowa)
Kołycziwka (ukr. Количівка) – stacja kolejowa w rejonie czernihowskim, w obwodzie czernihowskim, na Ukrainie. Położona jest na linii Czernihów – Niżyn, w oddaleniu od skupisk ludzkich. Najbliższą miejscowością jest Kołycziwka.